# Yougoslavie aux Jeux olympiques d'hiver de 1924
La Yougoslavie participe aux Jeux olympiques d'hiver de 1924 à Chamonix en France du 25 janvier au 5 février 1924. Il s'agit de la première édition des Jeux d'hiver et donc également de la première participation yougoslave.
La délégation yougoslave compte quatre athlètes, uniquement des hommes, qui participe tous aux épreuves de ski de fond. La Yougoslavie fait partie des pays n'obtenant pas de médaille à l'issue de ces Jeux olympiques.
Parmi les sportifs engagés le meilleur résultat est obtenu par Zdenek Švigelj, avec une 32e place dans l'épreuve du 18 km.

## Compétitions

### Ski de fond
| Athlète          | Compétition  | Temps           | Rang |
| ---------------- | ------------ | --------------- | ---- |
| Vladimir Kajzelj | 18 km hommes | 2 h 0 min 43 s  | 34e  |
| Mirko Pandaković | 18 km hommes | DNF             | -    |
| Mirko Pandaković | 50 km hommes | DNF             | -    |
| Zdenek Švigelj   | 18 km hommes | 1 h 50 min 27 s | 32e  |
| Zdenek Švigelj   | 50 km hommes | DNF             | -    |
| Dušan Zinaja     | 18 km hommes | 2 h 12 min 19 s | 36e  |
| Dušan Zinaja     | 50 km hommes | DNF             | -    |